# Democracia jacksoniana

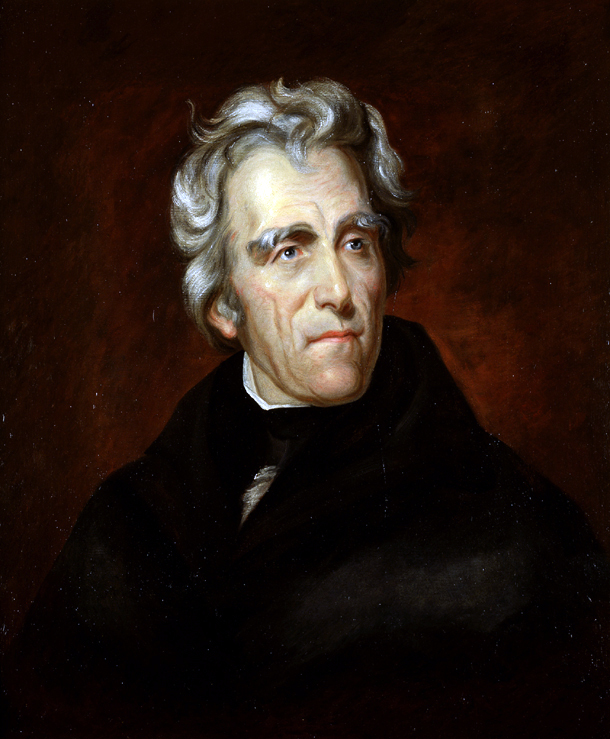
Andrew Jackson, séptimo presidente de Estados Unidos (1829–1837).

Democracia jacksoniana (en inglés: Jacksonian democracy) fue una filosofía política del siglo XIX en Estados Unidos que amplió el sufragio a la mayoría de los hombres blancos mayores de 21 años y reestructuró una serie de instituciones federales. Con origen en el séptimo presidente de Estados Unidos, Andrew Jackson, y sus partidarios, se convirtió en la visión política dominante del país durante una generación. El término en sí ya se utilizaba en la década de 1830.
Esta época, denominada por los historiadores y politólogos como la era jacksoniana (o segundo sistema de partidos), duró aproximadamente desde la elección de Jackson como presidente en 1828 hasta que la esclavitud se convirtió en el tema dominante con la aprobación de la Ley Kansas-Nebraska en 1854 y las repercusiones políticas de la guerra civil estadounidense remodelaron drásticamente la política del país. Surgió cuando el Partido Demócrata-Republicano, dominante durante mucho tiempo, se dividió en torno a las elecciones presidenciales de 1824. Los partidarios de Jackson comenzaron a formar el moderno Partido Demócrata. Sus rivales políticos, John Quincy Adams y Henry Clay, crearon el Partido Nacional-Republicano, que posteriormente se combinaría con otros grupos políticos contrarios a Jackson para formar el Partido Whig.
En términos generales, la época se caracterizó por un espíritu democrático. Se basó en la política de igualdad de Jackson, posterior a poner fin a lo que él denominaba un "monopolio" del gobierno por parte de las élites. Incluso antes de que comenzara la era jacksoniana, el sufragio se había extendido a la mayoría de los ciudadanos adultos varones blancos, un resultado que los jacksonianos celebraron. La democracia jacksoniana también promovió la fuerza de la presidencia y del poder ejecutivo a expensas del Congreso de los Estados Unidos, al tiempo que buscaba ampliar la participación del público en el gobierno. Los jacksonianos exigían jueces elegidos (no nombrados) y reescribieron muchas constituciones estatales para reflejar los nuevos valores. En términos nacionales, favorecían el expansionismo geográfico, justificándolo en términos de la doctrina del destino manifiesto. Por lo general, tanto los jacksonianos como los whigs estaban de acuerdo en que había que evitar las batallas por la esclavitud.
La expansión de la democracia de Jackson se limitó en gran medida a los americanos europeos, y el derecho de voto se extendió sólo a los varones blancos adultos. Hubo poco o ningún progreso (y en muchos casos, un retroceso) para los derechos de los afroamericanos y los nativos americanos durante el extenso periodo de la Democracia Jacksoniana, que abarcó desde 1829 hasta 1860.

## Historia
Las políticas de Andrew Jackson se hicieron populares inmediatamente después de la conocida como "Democracia de Jefferson". Cuando el Partido Demócrata-Republicano de los jeffersonianos comenzó a fraccionarse en la década de 1820, los seguidores de Jackson comenzaron a formar las bases del actual Partido Demócrata. Combatieron a sus rivales, como el Partido Nacional-Republicano o Partido Adams y los Antijacksonianos, aunque estas dos facciones acabaron fundiéndose y creando el Partido Whig.
Más ampliamente, el término "Democracia jacksoniana" se popularizó durante el llamado Sistema de Segundo Partido (1830–1854) y caracterizó el espíritu democrático de la época. Puede ser contrastado con las características de la "democracia de Jefferson". La política de igualdad de Jackson asestaba acabar con lo que él definía como el "monopolio" del gobierno por las élites. Los jeffersonianos se oponían a las élites también, pero favorecían los hombres más educados e instruidos, mientras los jacksonianos daban poco atención a estos, prefiriendo el hombre común. Los Whigs eran los herederos de la Democracia de Jefferson en términos de promover escuelas y facultades. Antes aún de la Era jacksoniana comenzar, el derecho a voto (sufragio) había sido extendido para todos los ciudadanos blancos adultos, algo que los jacksonianos conmemoraron.
En contraste con a Era Jeffersoniana, la Democracia Jacksoniana promovía el fortalecimiento de la presidencia y del poder ejecutivo a las cuestas del Congreso, mientras también intentaban aumentar la participación popular en el gobierno. Los jacksonianos exigían elecciones para jueces y reescreveram varias constituciones provinciales para reflejar sus valores. En el ámbito nacional, ellos defendían la expansión territorial, justificando eso en los términos del Destino Manifiesto. Había también un consenso entre los jacksonianos y los Whigs que confrontamento acerca de la cuestión de la esclavitud debería ser evitado.
La expansión de la democracia de Jackson era limitada a americanos descendientes de europeos y el derecho a voto debería ser sólo de hombres blancos adultos. No había muy progreso propuesto para los afroamericanos (para estos, en algunos casos, hubo retrocesos).
El biógrafo de Jackson, Robert V. Remini, argumentó sobre el término:
"Extiende el concepto de democracia hasta donde puede ir y aún había más a hacerse .... Ha inspirado muchos eventos dinámicos y dramáticos los siglos XIX y XX en la historia americana — populismo, progressivismo, el New Deal, y los programas New Frontier y Great Society".